# Eristalis murorum
Eristalis murorum är en tvåvingeart som först beskrevs av Fabricius 1794.  Eristalis murorum ingår i släktet slamflugor, och familjen blomflugor. Inga underarter finns listade i Catalogue of Life.